# Velký montréalský mír
Velký montrealský mír, také Velké usmíření, Velké narovnání (anglicky The Great Peace of Montreal nebo Grand Settlement, francouzsky La Grande Paix de Montréal) byl uzavřen na jedné z nejvýznamnějších mezietnických konferencí v Severní Americe, která se konala v létě roku 1701. Někdy se do montrealského míru zahrnují i jednání v Albany mezi zástupci Irokézské ligy a Angličany, která probíhala v červenci 1701. Hlavní jednání se však uskutečnila v Montrealu v červenci a srpnu 1701. Účastnili se jich významní představitelé Nové Francie v čele s guvernérem Louis-Hectorem de Callière a asi 1300 Indiánů z několika desítek kmenů a skupin. Byli mezi nimi Irokézové, Huroni, Ottawové, Odžibvejové, Kríové, Foxové, Abenakové, Algonkinové, Miamiové, Mascoutenové, Menominiové, Potawatomiové, Saukové, Winnebagové, Mississaugové, katoličtí Irokézové z misií a další. Výsledkem složitých rozhovorů, které navazovaly na různá jednání z předchozích měsíců a let, bylo potvrzení všeobecného míru, který ukončil několik desítek let válek mezi Irokézi, Francouzi a jejich indiánskými spojenci a dohoda o vzájemné výměně zajatců. Irokézové se zavázali být v příštích koloniálních konfliktech neutrální. Ačkoli to ne zcela splnili (zvláště Mohawkové zůstali věrnými spojenci Angličanů), nikdy už nepředstavovali pro Novou Francii vážnou hrozbu. Naopak kmeny z oblasti Velkých kanadských jezer se staly zásadními spojenci Francouzů. Na konferenci zemřel významný huronský náčelník Kondiaronk.

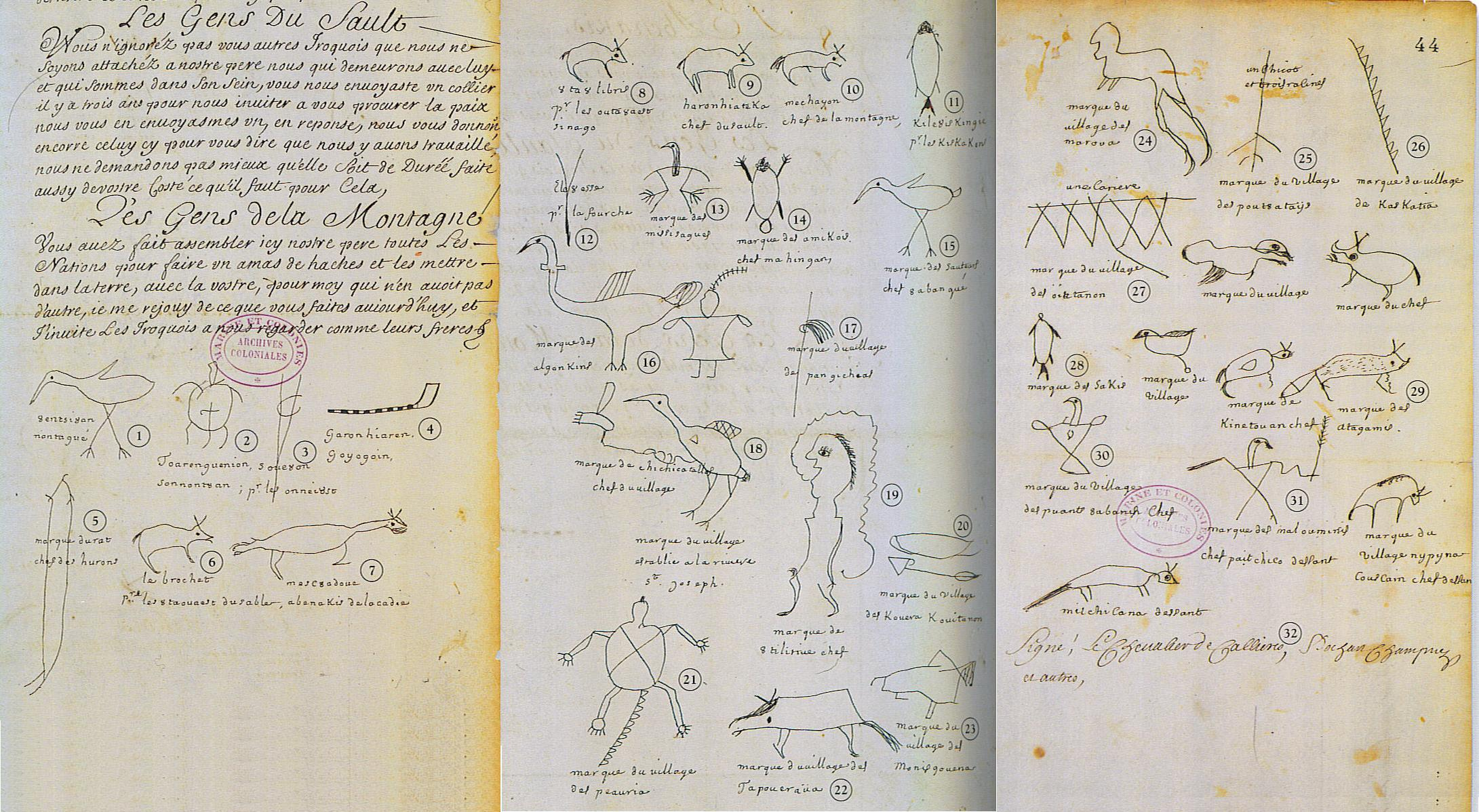
Kopie části smlouvy s piktogramy zastupujícími podpisy jednotlivých indiánských mluvčích a náčelníků